# Albert Kaçiku
Albert Kaçiku (sinh 21 tháng 1 năm 1995) là một cầu thủ bóng đá Albania-Kosovo thi đấu cho Apolonia Fier ở Giải bóng đá hạng nhất quốc gia Albania.